# Limbo (DC Comics)
Limbo si riferisce ad un luogo immaginario dei fumetti pubblicati dalla DC Comics. Limbo comparve per la prima volta in Ambush Bug vol. 1 n. 3 (agosto 1985), e fu creato da Keith Giffen.

## Storia
In Ambush Bug vol. 1 n. 3, Johnny DC menzionò alla rimozione di Wonder Tot dalla continuità DC essendo stata "scaricata nel Limbo". Ambush Bug ritornò successivamente al Limbo in Son of Ambush Bug n. 6.

### Animal Man
In Animal Man n. 25 Grant Morrison reintrodusse il Limbo, una dimensione abitata da vecchi personaggi dimenticati o abbandonati dai loro editori. Il fumetto raffigurò personaggi come gli Inferior Five, Mr. Freeze e Gay Ghost (che espresse il desiderio di non essere resuscitato). Questo fumetto fu pubblicato all'inizio della Crisi sulle Terre infinite, in cui molti fumetti storici furono cancellati dalla continuità. Questo "limbo dei fumetti" nel metaromanzo, si basa sulla nozione che ogni personaggio che non fu pubblicato di recente si può considerare residente nel "limbo dei fumetti".

### Crisi Finale
Il Limbo ricomparve decenni dopo in Final Crisis: Superman Beyond, sempre di Morrison, come mondo nel limite del multiverso, passato l'universo cimitero di Terra-51. Merryman degli Inferior Five era ancora uno degli abitanti, e si descrisse come "Re del Limbo". In Superman Beyond, il Limbo viene descritto come contenente "la Libreria del Limbo", con un solo libro al suo interno. Questo libro era del tutto illeggibile poiché conteneva un infinito numero di pagine, tutte occupanti lo stesso spazio. Gli abitanti di questo Limbo includono Merryman degli Inferior Five, vari membri della Hero Hotline, Walker Gabriel, il secondo Chronos, che raramente comparve dopo la fine di questa miniserie; Hardhat, un criminale e solo sopravvissuto del Demolition Team, dopo il crossover di Progetto OMAC, e Asso il Bat-segugio che scomparve dopo gli eventi di Batman: Terra di nessuno. Visibili nello sfondo ci furono anche Heckler, e l'ex membro dei Blood Pack Nightblade. Sia in Animal Man che in Superman Beyond, il Limbo viene mostrato con un'arcata che porta l'iscrizione "Facilis Discenus Averno" ("la strada verso l'Inferno è facile").
Nella miniserie Reign in Hell, il Limbo viene descritto come vicino al Purgatorio, una delle Province Infernali dell'Inferno, ma non è certo che il Limbo mitologico sia identico al "Limbo dei fumetti".